# Запорожский государственный цирк
Запорожский государственный цирк (укр. Запорізький державний цирк) — учреждение культуры в городе Запорожье. Относится к Министерству культуры Украины. Вместительность зрительного зала около 1600 мест.

## История
Первые театрализованные цирковые представления проводились во временных сооружениях (балаганах). Первые упоминания о цирковых представлениях в Александровске приходятся на 1920-е годы. Цирк-шапито располагался в парке Металлургов. Во время Второй мировой войны летний цирк в Запорожье был разрушен. В 1948 году областной исполком и бюро Запорожского обкома КП(б)У принимают постановление о восстановлении цирка. Оно велось с помощью народной стройки. Основной рабочей силой были ученики ПТУ № 19, 23, которые отработали более 10 тысяч часов на земляных и других работах. Активное участие в восстановительных работах принимали работники предприятий «Запорожстрой», «Запорожалюминстрой», «Коммунар», «Днепрострой», «Водоканал» и др.
Цирк работал только в летний период, являлся хозрасчётным предприятием на самостоятельном балансе и находился в ведении Главного управления цирков Комитета по делам искусств при Совете Министров СССР. Здание цирка было деревянное, летнего типа, с общей вместимостью 1785 мест.
До 1958 года цирк относился к Управления цирков Главного управления по делам искусств, а с 1958 года до 7 октября 1969 года — к Всесоюзному объединению государственных цирков «Союзгосцирк» Министерства культуры СССР.

## Новый цирк
После критики в адрес старой арены в Запорожье решают соорудить новый цирк.
Исполком облсовета народных депутатов принимает решение о строительстве нового цирка в центре города возле ДК строителей. По стране возводятся сразу 40 цирков, и запорожский является одним из них.
Проект циркового сооружения разработал Центральный научно-исследовательский институт проектирования зрелищных и спортивных сооружений (автор привязки С. П. Шестопал). Фотографии макетов сооружения в 1965 году были выставлены в запорожском филиале института «Горстройпроект». Проект предполагал здание на сваях, с железобетонным куполом высотой 21 метр и объёмом 43 тысячи кубометров. Цирк рассчитан на 2000 зрителей. Неподалеку запланировано построить также общежитие для циркачей на 150 мест. Смета строительства цирка составила 1,5 миллиона рублей.
Строительство нового здания цирка по адресу ул. Рекордная, 41 началось в декабре 1966 года, а начал работу новый цирк 20 апреля 1972 года. Строительство осуществлялось под управлением первого секретаря городского комитета КПУ Е. А. Пьянкова. Для уборки строительного мусора привлекалось до тысячи человек ежедневно.
На арене Запорожского цирка выступали Юрий Никулин, Игорь и Эмиль Кио, Мартин Марчесс и Софья Мар, семейные династии Дуровых, Филатовых, Запашных и др.
В 1985 в Чехии гастролировал коллектив М. Запашной; в 1986 в Запорожье готовили программу «На слонах вокруг света», в 1987 — «Карнавал мира», «Тайны волшебной шкатулки» А. Зотовой, «Хрустальный башмачок» А. Марчевского. Среди артистов — В. Гончаров (аттракцион «Один среди львов»), А. Шелудяков («Штейн-трапе»), К. Шелудякова («Эквилибр на першах»), М. Новоселова (дрессированные собаки), Е. Новоселов (иллюзия «Современность»), В. Городецкий («Эквилибр на моноцикле»), А. Вигорницкая (смешанная группа дрессированных животных), А. и Н. Крымские (клоунада), акробаты — на батуте и турниках (руководитель — И. Байбак), на батуте (руководитель — Е. Захаров) и качелях (руководитель — Д. Шаталов).
В 1967 году в Запорожском цирке состоялась премьера представления «Амэ — рома» («Мы — цыгане»). Оно было подготовлено по сценарию И. Финка и И. Курилова, режиссёр и балетмейстер — Курилов, художники: Р. Вайсенберг — костюмы, М. Варпех — декорации, композиторы — С. Бугачевский и С. Янковский.
Коллективы Запорожского цирка участвовали в фильме Соло для слона с оркестром (1975).
С 1998 по 2014 годы коллектив Запорожского государственного цирка возглавлял Станислав Дмитриевич Кравец, директор-художественный руководитель, Заслуженный артист Украины (2004)..
В 2004 году был проведён капитальный ремонт цирка. Наблюдалась осадка одной из сторон здания, неудовлетворительные внешние стены, хозяйственны помещения, площадку для прогулок.
В 1990-х годах в здании цирка открылось кафе, занявшее часть холла, и вскоре превратившееся в ночной клуб с невысокими ценами и не очень хорошей славой. Долгое время администрация цирка вела борьбу с администрацией кафе-ночного клуба «Арена». В 2006 году клубу было отказано в дальнейшей аренде помещения в здании цирка.
В 2012—2013 годах ряд скандальных публикаций против Станислава Кравца публикует газета «Искра», и в 2013 году со Станиславом Кравцом контракт не продлевают.
25 января 2014 года коллективу цирка была представлена новым директором Тамара Викторовна Зубко.

## Оркестр
В Запорожском цирке был создан джазовый коллектив под руководством дирижёра Станислава Дмитриевича Кравца. В 2000—2004 гг. оркестр цирка представлял свои новые музыкальные программы не только в Запорожье, но и в Киеве. Оркестр цирка участвовал в концертах, которые проводились в рамках всеукраинских отчетов мастеров искусств и творческих коллективов регионов Украины (концерт в Национальном дворце «Украина» в мае 2001 и августе 2004, концерт джазовой музыки в Национальном академическом драматическом театре им. Ивана Франко в июне 2003 года).
Основным направлением творческой деятельности оркестра является популяризация украинской музыки. В репертуаре оркестра джазовые композиции и фантазии на темы украинских народных песен («Ґандзя», «Квіти України») и музыки украинских композиторов (А. Билаша «Журавка», И. Поклада «Дикі гуси» и других).
Оркестр под руководством С. Д. Кравца выступал в теле- и радиопрограммах («35 минут джаза» и других). На студии «В&L Records» был выпущен компакт-диск с джазовой программой оркестра.

## Дирекция цирка
- Шерстюк И. (1972—1973)
- Аверченко И. (1973—1983)
- Пономаренко Валерий Михайлович (1984—1998)
- Кравец Станислав Дмитриевич (1998—2014)
- Зубко Тамара Викторовна (с 2014)